# Leptotarsus brevihirsutus
Leptotarsus brevihirsutus är en tvåvingeart som först beskrevs av Alexander 1934.  Leptotarsus brevihirsutus ingår i släktet Leptotarsus och familjen storharkrankar. Inga underarter finns listade i Catalogue of Life.